# Titan 23G
O Titan 23G, ou Titan II(23)G, ou Titan 2(23)G ou ainda Titan II SLV, foi um veículo de lançamento descartável de origem Norte americana. Fabricado pela Martin Marietta, foi uma adaptação do Titan II, para missões de lançamento de satélites para a USAF, NASA e também a NOAA.
Um total de quatorze Titan II descomissionados, foram modificados para essa função. Foram efetuados treze lançamentos desse modelo, a partir do centro de lançamento da Base da Força Aérea de Vandenberg.